# Trójka Live! (album Lady Pank)
Trójka Live! – płyta zespołu Lady Pank, nagrana podczas koncertu w radiowej „Trójce” 14 maja 1994 roku.

## Lista utworów
1. „Mała Lady Sara” (muz. J. Borysewicz) - 3:43
2. „Kryzysowa narzeczona” (muz. J. Borysewicz; sł. A. Mogielnicki) - 3:36
3. „Zamki na piasku” (muz. J. Borysewicz; sł. A. Mogielnicki) - 4:56
4. „Vademecum skauta” (muz. J. Borysewicz; sł. A. Mogielnicki) - 3:17
5. „Mała wojna” (muz. J. Borysewicz; sł. Zb. Hołdys) - 4:30
6. „Pokręciło mi się w głowie” (muz. J. Borysewicz; sł. A. Mogielnicki) - 3:23
7. „Marchewkowe pole” (muz. J. Borysewicz; sł. A. Mogielnicki) - 3:43
8. „Sztuka latania” (muz. J. Borysewicz; sł. A. Mogielnicki) - 5:04
9. „Zawsze tam gdzie ty” (muz. J. Borysewicz; sł. J. Skubikowski) - 5:33
10. „Tańcz głupia, tańcz” (muz. J. Borysewicz; sł. A. Mogielnicki) - 4:28
11. „Mniej niż zero” (muz. J. Borysewicz; sł. A. Mogielnicki) - 3:52
12. „Zostawcie Titanica” (muz. J. Borysewicz; sł. G. Ciechowski) - 3:42
13. „Wciąż bardziej obcy” (muz. J. Borysewicz; sł. A. Mogielnicki) - 4:37
14. „A to ohyda” (muz. J. Borysewicz; sł. A. Mogielnicki) - 4:00

## Skład
- Jan Borysewicz – gitary, śpiew;
- Janusz Panasewicz – śpiew;
- Kuba Jabłoński – perkusja;
- Krzysztof Kieliszkiewicz – gitara basowa;
- Andrzej Łabędzki – gitara;

oraz:
- Wojciech Przybylski – reżyser dźwięku
- Jacek Gładkowski – mastering
- Zofia Sylwin – produkcja koncertu
- Jan Borkowski – redaktor
- Bogdan Kuc – projekt graficzny
- Paweł Bąbala – fotografie z koncertu